# Árabe levantino
O árabe levantino (xenônimo: il-lahje š-šāmiyye, šāmi, em árabe: اللَّهْجَةُ الشَّامِيَّة, ʾal-lahǧatu š-šāmiyyah) é um conjunto de variantes da língua árabe relacionadas entre si pertencentes ao grupo do árabe oriental e falado no Levante do Mediterrâneo.
Com inúmeros dialetos e mais de 30 milhões de falantes nativos em todo o mundo, é considerada uma das cinco principais variedades de árabe. No quadro do status geral da diglossia no mundo árabe, o árabe levantino é usado para o uso diário da fala, enquanto a maioria dos documentos e mídias escritos e oficiais usa o árabe moderno padrão.
Dentre as principais regiões de ocorrência estão parte ocidental da Síria, Líbano, Territórios Palestinos e a parte ocidental da Jordânia.

## Principais variantes
O árabe levantino está mais relacionado ao árabe da Mesopotâmia do Norte (de Mosul), ao árabe da Anatólia e ao árabe cipriota e pode ser subdividido em dois ramos principais: árabe levantino setentrional e árabe levantino meridional.
Variantes do árabe levantino setentrional incluem:
- Árabe sírio: o dialeto de Damasco e o dialeto de Alepo são bem conhecidos..
- Árabe libanês: Norte do Líbano, Sul do Líbano (Metuali, Shii), centro-norte do Líbano (Monte Líbano árabe), centro-sul do Líbano (Druso Árabe), Beqaa, Sunni Beiruti, Saida Sunni, Iqlim-Al-Kharrub Sunni, Jdaideh.

Variantes do Árabe levantino meridional incluem:
- Árabe jordaniano: Fellahi, Madani
- Árabe palestino: Fellahi, Madani